# Taṇhaṅkara
Đản Hàn Ca (tiếng Pāli: Taṇhaṅkara) hay Phật Đản Hàn Ca Mâu Ni là một trong 27 vị Phật xuất hiện trước Phật Thích-ca, và là vị Phật đầu tiên được biết đến. Ông cũng là vị Phật đầu tiên của kiếp Sāramaṇḍa.
Trong kinh Buddhavaṃsa (Phật chủng tính kinh) thuộc kinh điển Pali, ông đã được đề cập đến một cách ngắn gọn như sau: 
Vô số kiếp trước, Đức Phật Taṇhaṅkara, Đức Phật Medhaṅkara, Đức Phật Saraṇaṅkara và Đức Phật Dīpaṃkara đã được sinh ra trong kiếp Sāramaṇḍa.

## Tiểu sử
Ông đã tu tập pāramitā (ba-la-mật) trong 16 asaṃkhyeya (a-tăng-kỳ) và 100.000 (16×10^140 + 10^5) đại kiếp để đạt được giác ngộ. Sau khi tu tập, ngài an trú ở cõi Tuṣita (Đâu-suất thiên).
Ông ra đời ở Puphavedi, là con trai của vua Sunanda và hoàng hậu Sunandā. Từ nhỏ, ông sống trong lâu đài lộng lẫy của mình suốt mười nghìn năm. Sau khi con trai chào đời, ông đã quyết định rời khỏi lâu đài và bắt đầu tu luyện. Ông đã tu tập khổ hạnh trong bảy ngày, đạt giác ngộ dưới gốc cây bồ đề, hoa sữa.
Tiền kiếp của Phật Thích-ca vào thời đó đã trở thành đệ tử của ông và xin ông thọ ký cho ước nguyện sẽ thành Phật. Tuy nhiên, ông đã không chứng nguyện vì nhân duyên của người đệ tử chưa đầy đủ. Sau khi chết, người đệ tử tái sinh thành một chư thiên trong cõi dục (kāma-dhātu).
Đức Phật Taṇhaṅkara sống 100.000 năm và đã giải thoát rất nhiều chúng sinh trong suốt cuộc đời của mình.